# 3433 Fehrenbach
3433 Fehrenbach este un asteroid din centura principală, descoperit pe 15 octombrie 1963 de Goethe Link Obs..